# تکیه‌گاه بازو

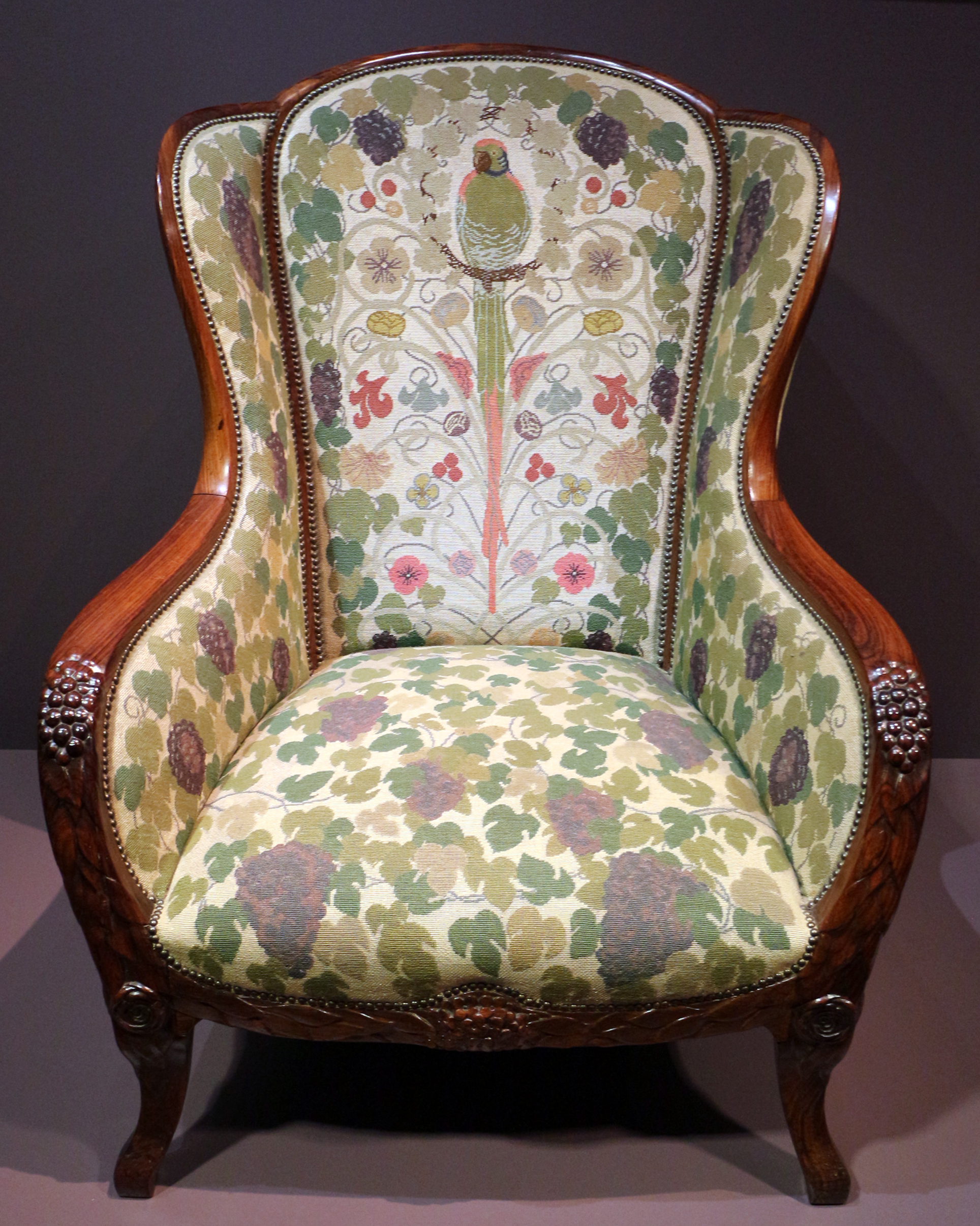
صندلی راحتی اثر آدرین کاربوفسکی، ۱۹۱۳–۱۹۱۲ میلادی، موزهٔ د'اورسی (پاریس).

تکیه‌گاه بازو یا تکیه‌گاه آرنج (به انگلیسی: Armrest) بخشی از صندلی است که فرد می‌تواند بازوهای خود را روی آن قرار دهد. تکیه‌گاه‌های بازو در انواع زیادی از صندلی‌ها مانند صندلی‌های خودرو، صندلی‌های راحتی، صندلی‌های هواپیما، کاناپه‌ها و غیره تعبیه شده‌اند. تکیه‌گاه‌های قابل تنظیم معمولاً در صندلی‌های اداری ارگونومیک و صندلی‌های گیمینگ یافت می‌شوند.

## در خودروها

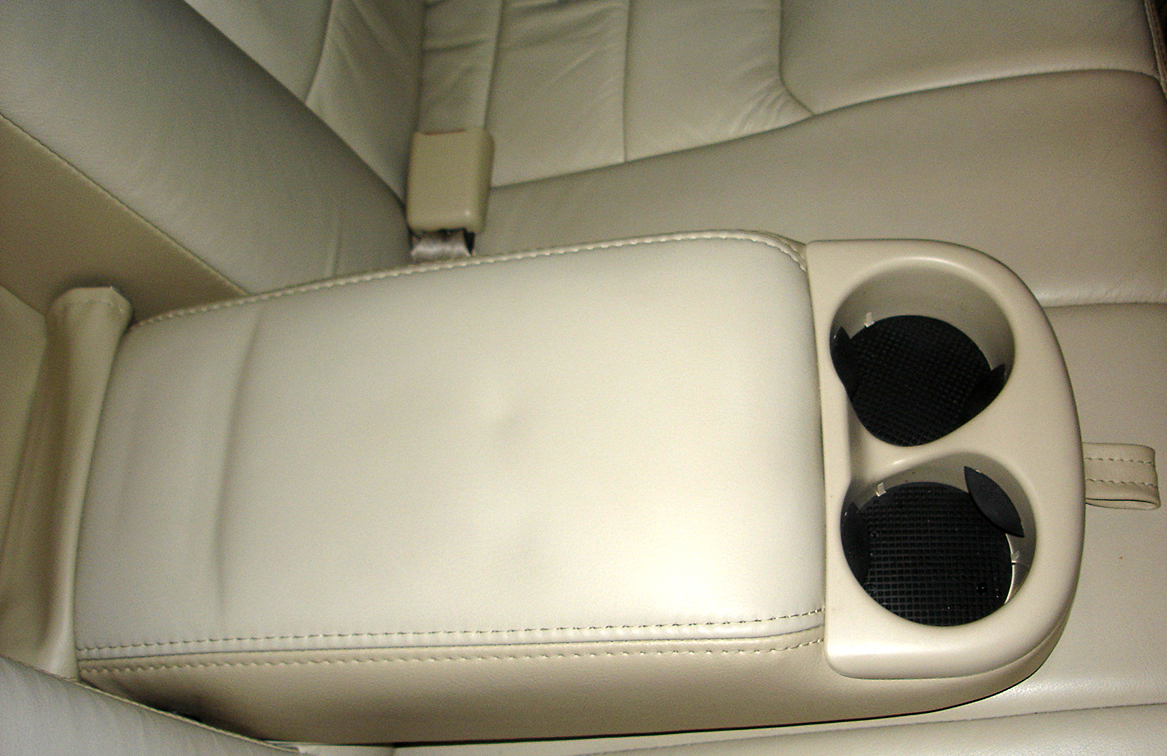
تکیه‌گاه دستی در صندلی عقب خودرو لینکلن تاون که دارای جا لیوانی است.

تکیه‌گاه بازو نیز یکی از ویژگی‌های موجود در اکثر خودروهای مدرن است که سرنشینان می‌توانند بازوهای خود را روی آن قرار دهند. دسته‌های بازو معمولاً بین صندلی‌های خودرو جلو در سمت راننده و سرنشین وسیلۀ نقلیه قرار می‌گیرند. گاهی اوقات ممکن است یک یا دو دستۀ تکیه‌گاه نیز به هر صندلی متصل شود، این ویژگی معمولاً در مینی‌ون‌ها (ام‌پی‌وی) و برخی از اس‌یووی‌ها یافت می‌شود.
بسیاری از خودروهای بزرگ‌تر دارای یک تکیه‌گاه بازوی پهن میان صندلی‌های عقب هستند که ممکن است در صورت عدم نیاز به صندلی مرکزی (سوم) تا شوند. در برخی از طرح‌هایی که ایمنی سرنشینان مورد تأکید قرار می‌گیرد، از جمله برخی از مدل‌های ولوو، تکیه‌گاه به عنوان صندلی کودک، همراه با کمربند ایمنی ویژۀ قابل تنظیم، استفاده می‌شود.
تکیه‌گاه‌های بازو در برخی خودروها ممکن است دارای لوازم جانبی دیگری مانند جالیوانی، کنترل‌های صوتی و تهویۀ مطبوع و همچنین محفظه‌های ذخیره‌سازی باشند.